# Barrio judío de Gerona
El barrio judío de Gerona (en catalán: call de Girona) es el sector del centro histórico de la ciudad de Gerona, España, que antiguamente fue una judería. El estilo de la zona, hoy en día, es muy similar al de muchos barrios judíos de Cataluña.

## Descripción
El barrio judío de Gerona fue el centro de una de las comunidades judías más activas de España, y hoy es uno de los barrios judíos mejor conservados de la península ibérica.
La palabra catalana call, del hebreo kahal (קהל), es la que se emplea en catalán para a los barrios judíos. Un documento del año 888 denota la presencia de unas 25 familias de religión judaica en la localidad.
Hacia el siglo XII, en torno al carrer de la Força, cerca de la catedral, se estima que vivirían unas 800 personas de etnia judía. Personajes como Jacob ben Sehet Gerundí, el poeta Mesulam ben Selomó de Piera o los filósofos Ezra ben Salomó y Azriel de Gerona hablan de su pujanza intelectual. Aunque también la ciencia tiene también personajes ilustres, como el médico Mosse ben Nahman, conocido como Nahmánides.